# فانتازيا 2000
فانتازيا 2000 (بالإنجليزية: Fantasia 2000) هو فيلم حركة تم إنتاجه في الولايات المتحدة وصدر في سنة 1999.

## الميزانية والإيرادات
بلغت تكلفة إنتاج الفيلم حوالي 80 مليون دولار بينما حقق أرباحا تقدر بـ 90,874,570 دولار.

## وصلات خارجية
- فانتازيا 2000 على موقع IMDb (الإنجليزية)
- فانتازيا 2000 على موقع ميتاكريتيك (الإنجليزية)
- فانتازيا 2000 على موقع الموسوعة البريطانية (الإنجليزية)
- فانتازيا 2000 على موقع روتن توميتوز (الإنجليزية)
- فانتازيا 2000 على موقع نتفليكس (الإنجليزية)
- فانتازيا 2000 على موقع ألو سيني (الفرنسية)
- فانتازيا 2000 على موقع Turner Classic Movies (الإنجليزية)
- فانتازيا 2000 على موقع أول موفي (الإنجليزية)
- فانتازيا 2000 على موقع بوكس أوفيس موجو (الإنجليزية)
- فانتازيا 2000 على موقع فيلمافينيتي (الإسبانية)